# Teodoro I Láscaris
Teodoro I Comneno Láscaris (em grego: Θεόδωρος Α' Λάσκαρις; romaniz.: Theodōros I Laskaris) (c.1174 - Agosto de 1221) foi um imperador bizantino que reinou em Niceia entre (1204 e 1221).

## Biografia
Teodoro Láscaris nasceu na família Láscaris, uma família nobre mas sem renome de Constantinopla. Era filho de Manuel Láscaris (1140 —?) e de Joana Caratzena Focena (1148 —?).
Em 1199, Teodoro casou-se com Ana Angelina, filha do imperador Aleixo III Ângelo e de Eufrósine Ducena Camaterina, irmã de Eudócia Angelina, a esposa de Aleixo V Ducas.
Teodoro distinguiu-se mais tarde em combate durante os cercos de Constantinopla pelos Latinos na Quarta Cruzada (1203–1204). Permaneceu em Constantinopla até que os Latinos conseguiram finalmente entrar na cidade, momento em que atravessou o Bósforo com a sua esposa. Sensivelmente na mesma altura o seu irmão Constantino Láscaris foi proclamado (sem sucesso) imperador por alguns dos defensores de Constantinopla. Já na Bitínia, Teodoro estabeleceu-se em Niceia (atual İznik), que se tornou no principal ponto de reunião dos seus compatriotas.
Inicialmente Teodoro não reclamou o título imperial, talvez porque o seu sogro e o seu irmão estavam ainda vivos, ou por causa da iminente invasão pelos Latinos, ou ainda por que a sé patriarcal de Constantinopla estava vaga e não havia patriarca que o coroasse. Teodoro foi proclamado imperador em 1205 e convidou o patriarca João X Camatero a vir a Niceia, mas João faleceu em 1206, antes de coroar Teodoro, pelo que este nomeou o patriarca Miguel IV e foi por este coroado em Abril de 1208. 

Estados criados com a desintegração do Império Bizantino em 1204. O Império de Niceia está em azul

Entretanto, Teodoro I derrotara os Latinos em Adramício (Edremite), e pouco depois os Latinos eram novamente derrotados por Joanitzes do Império Búlgaro na Batalha de Adrianópolis. Estes reveses retardaram temporariamente o avanço dos Latinos, mas o imperador Henrique da Flandres deu-lhes novo ímpeto em 1206. Teodoro I fez uma aliança com Joanitzes e tomou a iniciativa em 1209. A situação complicou-se ainda mais com a invasão pelo sultão Gaiasadino I do Sultanato de Rum por instigação do deposto Aleixo III em 1211, mas os Nicenos derrotaram e mataram o invasor no vale do rio Meandro perto de Antioquia da Pisídia. Embora tivesse neutralizado a ameaça dos Seljúcidas e de Aleixo III, o imperador Henrique derrotou Teodoro I nesse mesmo ano, e estabeleceu o seu domínio na margem sul do mar de Mármara. Apesar desta derrota, Teodoro I pôde aproveitar a morte de David Megascomneno, irmão do imperador Aleixo I de Trebizonda em 1212 para alargar o seu domínio à Paflagónia. 
Em 1214, Teodoro I assinou a paz com o Império Latino em Ninfeu, e em 1219 casou-se com uma sobrinha do imperador Henrique. Apesar das relações relativamente pacíficas, Teodoro atacou o Império Latino em 1220, sem resultados significativos. Teodoro I morreu em Novembro de 1221 e sucedeu-lhe o seu genro João III Ducas Vatatzes.
No final do seu reinado controlava um território que correspondia grosso modo às antigas províncias romanas da Ásia e da Bitínia. Embora não tenha demonstrado grandes qualidades de estadista, a sua coragem e talento militar asseguraram não só a sobrevivência do Império Bizantino, mas também a vitória final sobre os Latinos.

## Relações familiares
Teodoro foi casado por três vezes, a sua primeira esposa, foi Ana Comnena Angelina, filha do imperador Aleixo III Ângelo (1143 - 1211) e de Eufrósine Ducena Camaterina, de quem teve: 
1. Maria Lascarina (1206 - 1270), que se casou com Bela IV da Hungria (1206 — 3 de Maio de 1270), rei da Hungria entre 1235 e 1270.
2. Irene Lascarina, que se casou primeiro com o general Andrónico Paleólogo e em segundas núpcias com João III Ducas Vatatzes.
3. Eudócia Lascarina, que se casou com Frederico II, Duque da Áustria, e mais tarde em 1230 com Anselmo de Cayeux, governador da Ásia Menor.
4. Nicolau Láscaris (?- 1212).
5. João Láscaris

Depois da morte de Ana Angelina em 1212, Teodoro casou-se em segundas núpcias com Filipa da Arménia, filha do rei Rúben III da Arménia. Este casamento foi anulado um ano mais tarde por motivos religiosos, e o filho nascido da união foi Constantino Láscaris (n. 1214), enviado para casa com a mãe quando o casamento foi desfeito.
Teodoro casou-se uma terceira vez com Maria de Courtenay em 1219, filha do imperador Pedro II de Courtenay (1167 - 1217) e da imperatriz Iolanda da Flandres, mas não tiveram filhos e Maria faleceu no mesmo ano.